# Beccariola wallacei
Beccariola wallacei là một loài bọ cánh cứng trong họ Endomychidae. Loài này được Gorham miêu tả khoa học năm 1897.

## Hình ảnh

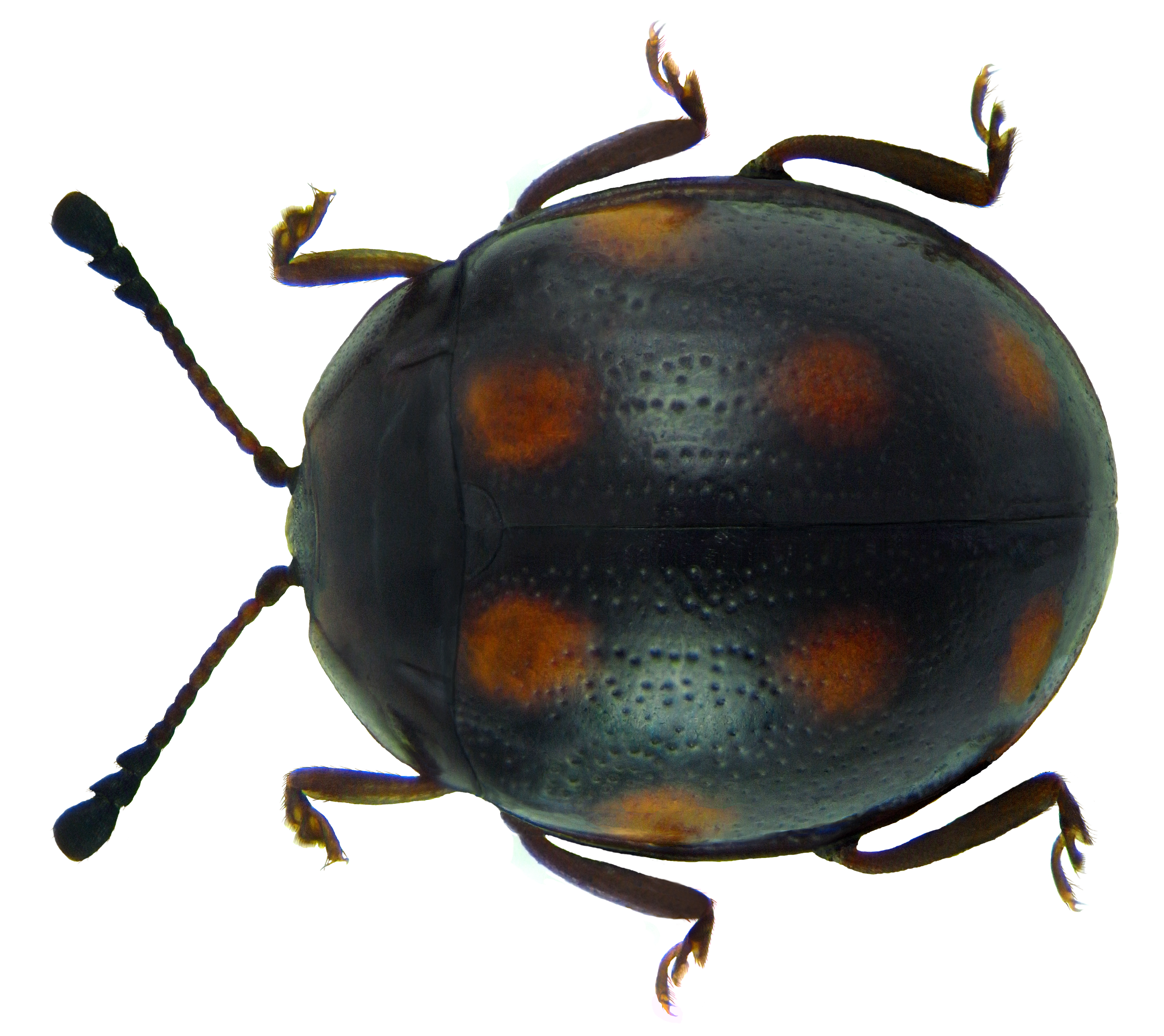